# Ursula (Disney)
Ursula è un personaggio della Disney, ispirata alla Strega del mare della fiaba La sirenetta e apparsa inizialmente come antagonista principale del film d'animazione del 1989 La sirenetta. È doppiata da Pat Carroll nella versione originale, e dall'attrice Sonia Scotti nel doppiaggio italiano.

## Biografia del personaggio

### La sirenetta(1989)
Ursula appare per la prima volta ne La sirenetta nel 1989, meditando di usare Ariel per vendicarsi di Re Tritone, che l'ha cacciata dal palazzo reale. Sigla un contratto con Ariel, trasformandola in un'umana per tre giorni. In cambio la sirenetta le cede la sua voce, che la strega racchiude nella sua conchiglia magica. Vedendo poi che Ariel sta conquistando Eric e gli ha quasi rubato il bacio del vero amore, unica cosa che farà restare per sempre umana Ariel, Ursula decide di intervenire: si trasforma in una bellissima ragazza di nome Vanessa, e usa la voce di Ariel per irretire il principe Eric. Poco prima del matrimonio, quando l'inganno di Ursula è scoperto, Ariel parte alla riscossa, aiutata dai suoi amici animali. In particolare il gabbiano Scuttle manda in frantumi la conchiglia in cui è intrappolata la voce di Ariel, così che la giovane ottiene di nuovo la possibilità di parlare. Ora Ariel e Eric si possono riabbracciare, ma il sole tramonta sul terzo giorno e Ariel ritorna ad essere una sirena. Ursula, riconquistato il suo vero aspetto, la afferra e la trascina in mare. In seguito, dopo che Re Tritone scambia la firma di Ariel con la sua e dopo di che diviene un'anima perduta, uno strano esserino verde, essa si impadronisce del tridente e dopo una breve colluttazione con Ariel ed Eric, uccide per sbaglio Flotsam e Jetsam, le sue adorate murene. Infuriata, diventa gigantesca e comincia a plasmare il mare secondo il suo volere, creando tempeste e giganteschi vortici d'acqua. Uno di questi è talmente forte da disincagliare una nave naufragata ed Eric approfitta della situazione per prenderne il comando. Mentre ciò accade, Ursula si sfoga con Ariel colpendola ripetutamente coi raggi del tridente magico facendola così cadere nel vortice d'acqua che ha creato, finché non decide di darle il colpo di grazia colpendola con un enorme raggio del tridente. Non si accorge però della nave guidata da Eric e, vedendola all'ultimo momento, viene trafitta dal suo bompresso nell'area addominale. Ferita mortalmente, Ursula grida in agonia e un fulmine colpisce il bompresso che fulmina ed elettrifica la strega del mare, fino a toglierle l'ultimo alito di vita. Ella cade paralizzata e sbatte sulla nave, mentre Eric salta e cade in mare e, nuotando, arriva alla riva della spiaggia, salvandosi. Ursula, invece, riacquista le sue originali dimensioni e cerca disperatamente coi suoi tentacoli di rimuovere il relitto, ma muore, assieme all'incantesimo che teneva molte persone sotto la sua prigionia.

### La sirenetta II - Ritorno agli abissi(2000)
Nel seguito direct-to-video del 2000, La sirenetta II: ritorno agli abissi, viene sostituita dalla sorella Morgana, che nonostante la sua rivalità (viene infatti rivelato che la madre aveva sempre preferito Ursula a Morgana), deciderà di vendicarsi con il solito scopo: impossessarsi di Atlantica, del tridente e di tutto l'oceano. Viene inoltre ricordato di come ella fosse ben vista dalla madre di entrambe, in quanto aveva una maggiore dimestichezza nella magia nera.

## Caratterizzazione
Ursula è tenebrosa e ha un perfido senso dell'umorismo. È una grande manipolatrice e possiede un particolare talento nel convincere le sue vittime con argomentazioni persuasive quando cerca di concludere un accordo. Appare come un'innocua signora anziana per dare un falso senso di sicurezza ai suoi clienti, o meglio vittime, come nel caso di Ariel. È incapace di provare rimorso, eccetto per le sue murene Flotsam e Jetsam, le uniche creature che Ursula tratta con vero affetto, come fossero i suoi figli. L'unico rimorso che mostra, infatti, è dopo averli uccisi accidentalmente con il tridente di re Tritone, sfogando subito dopo la sua rabbia su Ariel, causa indiretta dell'incidente. Questo la rende diversa da molti cattivi Disney, che di rado mostrano preoccupazione per i propri adepti.
Nei confronti di coloro che tormenta non mostra alcun senso di moralità o rimorso. Nel caso di Ariel, le sue intenzioni sono chiaramente quelle di usare la giovane sirena come pedina per ottenere il potere sui sette mari. Per tutto il film, Ursula è guidata dalla vendetta e dalla brama di potere. Il suo conto in sospeso con re Tritone alimenta il suo desiderio di usurpare il suo trono, per vendicarsi del suo esilio dal palazzo di Atlantica. Con l'aiuto di Flotsam e Jetsam, spia in segreto il regno dei tritoni e delle sirene, aspettando l'opportunità perfetta in grado di metterla al potere; quest'ultima, ovviamente, si presenta quando Ariel si innamora del principe Eric. L'insaziabile fame di vendetta e potere di Ursula culmina nel climax alla fine del film, quando si incorona sovrana dei sette mari, sfogando la sua rabbia maniacale e trasformandosi in una versione gigantesca di sé stessa.
È nota per fare largo uso di inganni; nutre la giovane mente di Ariel con la menzogna (o al massimo con la mezza verità) che gli uomini in superficie amano il silenzio nelle donne. Al contrario, il principe Eric amava la voce di Ariel, e Ursula l'ha manipolata facendole rinunciare proprio a ciò che gli avrebbe permesso di riconoscere la misteriosa ragazza che lo aveva salvato dal mare. Nonostante utilizzi i contratti per ottenere ciò che vuole, Ursula non si preoccupa di prestare fede alla sua parte dell'accordo: quando Tritone firma per garantire l'incolumità di Ariel, non si fa scrupoli a ucciderla, e cerca infatti di farlo alla fine della battaglia. Ciò è probabilmente dovuto al fatto che la sirena è stata la causa della morte di Flotsam e Jetsam. Malgrado sia una donna malvagia, non disdegna le buone maniere e il decoro: ciò si nota quando Ariel arriva nel suo covo, e Ursula le dice "Non stare lì a spiare. È da villani." Mostra molta vanità, ammirandosi regolarmente allo specchio e utilizzando trucco e trattamenti per capelli. Sebbene abbia il potere di alterare il suo aspetto, sceglie la sua forma naturale, apparentemente contenta, e arrivando persino a sfoggiarla in modo sensuale, dimostrando di avere alta considerazione di sé stessa.
Sebbene molto intelligente e calcolatrice, è arrogante ed egoista al punto da sottovalutare i suoi nemici. Ad esempio, quando usa il tridente per trasformarsi in gigante, ignora Eric come una minaccia e non ritiene che la sua taglia la rende un bersaglio facile. Ha portato allegramente in superficie i relitti di navi, fornendo inavvertitamente a Eric il mezzo adatto per uno speronamento, senza rendersi conto della sua forza e abilità come marinaio. Quando si rese conto del suo errore fatale, era troppo tardi e fu facilmente impalata dal bompresso rotto della nave di Eric prima che potesse reagire. Sono stati questi tratti negativi ed errori che alla fine hanno portato alla morte dolorosa, ma giustificata, di Ursula.
David Nusair di About.com ha osservato che "Non c'è limite a quanto in basso Ursula può abbassarsi per raggiungere i suoi obiettivi"; essa fa spesso affidamento su una combinazione di stregoneria e inganno per raggiungerli. Una negoziante della peggiore specie, Ursula accetta di aiutare i meno fortunati solo quando è sicura di poter ottenere qualcosa in cambio da loro. Identificando Ursula come il binario di Ariel a causa dell'esperienza e dell'autorità del personaggio, Lars Schmeink ha descritto Ursula come un "personaggio più complesso e maturo" di Ariel. Per Ariel, Ursula rappresenta "l'immagine matronale che istiga il viaggio epico della giovane principessa mentre desidera ottenere la conoscenza e il potere da saggia" della strega. Ursula insegna ad Ariel sulla femminilità, un tema che l'autrice Elizabeth Belle ha notato che è assente nella storia di Andersen. Secondo Belle, "Ursula può recuperare Ariel dalla sua destinata alleanza con il patriarcato", osservando che la strega in realtà "insegna ad Ariel che la performance, la voce e le manifestazioni sono liberazioni di genere". Emma James di Teen Ink crede che la morte di Ursula alla fine impedisca ad Ariel di sperimentare e imparare dalle conseguenze delle sue azioni, concludendo: "Ariel non ammette mai tutti gli incidenti che ha causato". Osservando che Ursula avverte effettivamente Ariel delle conseguenze se non si fosse guadagnata un bacio da Eric, Laura Stampler di Time ha descritto il personaggio come una "esperta negoziatrice di contratti". Scrivendo per Collider, Dave Trumbore ha identificato Ursula come "l'incrocio stradale diabolico" del film.
Allan Neuwirth, ha osservato che Ursula obbedisce alla "tradizione di lunga data della Disney di rappresentare i mascalzoni classici... nessuno così inquietante come le loro cattive femmine". Neuwirth crede che la paura del pubblico per le cattive donne della Disney "deriva dalle nostre aspettative di nutrimento, conforto e onestà da parte delle nostre madri", mentre le cattive della Disney, inclusa Ursula, tendono a bramare. Ursula arriva persino a trasformarsi in una bellissima ragazza per ingannare l'interesse amoroso di Ariel facendolo sposare con lei.
Janet Wasko ha accusato il trattamento riservato al film di Ursula di "eliminare molti dei personaggi femminili e minare il potere femminile" presente nella fiaba di Andersen. Tuttavia, Wasko ha anche affermato che Ursula potrebbe essere considerata una figura materna per Ariel; il tunnel della grotta di Ursula ricorda una vagina, mentre i modi di Ursula evocano quelli di una madre poiché si riferisce ad Ariel come "mia cara dolce piccina". Gwynne Watkins di Yahoo! ha accusato Ursula di "assicurare Ariel che gli uomini umani preferiscono che le loro donne tacciano". Questa affermazione, tuttavia, è realizzata a livello manipolatorio, per indurre Ariel ad accettare il contratto.
Anna E. Altmann ha paragonato Ursula a Satana perché sia Ariel che Re Tritone "firmano un contratto... con lei"; James Plath di Movie Metropolis ha descritto il contratto di Ursula come "un patto col diavolo". Proprio come Satana, Ursula fu bandita dal palazzo di Tritone, in modo simile al modo in cui Lucifero fu esiliato dal cielo. Felix Vasquez di Cinema Crazed crede che Ursula "è malvagia solo per il gusto di essere malvagia". Dave Smith ha osservato che Ursula "ha la grossolana sottigliezza di Rattigan da Basil l'investigatopo ma sostanzialmente più brio". Descrivendo Ursula come "Ingioiellata e imbronciata come una hostess della società sovrappeso, troppo ricca, troppo viziata, esagerata impazzita", Smith ha percepito il personaggio come "tutto estro, sfarzo e teatralità mescolati con un tocco di truffa", citando l'ira come la sua unica autentica emozione. Inoltre, Ursula tende a comportarsi come se si esibisse per un pubblico.

### Aspetto
Poiché la storia originale di Andersen non descrive l'aspetto della strega del mare gli autori si sono presi molte libertà nel disegnarla, ispirandosi all'attore e drag queen Divine. La metà superiore del suo corpo è quella di una donna obesa, con capelli bianchi, la pelle glicine, e un neo sul lato sinistro del mento, mentre la metà inferiore è quella di un polpo nero e con sei tentacoli nero-violacei; nella serie televisiva la sua specie è indicata come Octopunni. Originariamente, tuttavia, il personaggio non era stato concepito come un ibrido essere umano-polpo, infatti vi sono concept art che la ritraggono come una razza, una creatura ibrida oppure semplicemente una sirena molto grassa ed in una di queste versioni doveva essere la sorella di Re Tritone, ma la scena che menziona tutto questo fu tagliata (nel film Ursula afferma solo che ai suoi tempi viveva a palazzo prima di essere bandita ed esiliata). L'idea venne poi ripresa nel musical The Little Mermaid (sempre della Disney) e nel live action dove appare, appunto, come zia di Ariel.

### Poteri e abilità
Ursula è una maestra di magia, capace di elaborare pozioni e incantesimi di pari effetto a quelli del tridente di Re Tritone. Ursula è anche un'astuta manipolatrice che sfrutta i disperati (Ariel compresa) per ottenere da loro ciò che vuole, ostacolandoli a loro insaputa e trasformandoli in bizzarri esseri, simili a delle piante di fondo, quando scade il contratto magico che le vittime hanno firmato in cambio dell'aiuto di Ursula. I suoi tentacoli agiscono come delle braccia supplementari e le sono molto d'aiuto per nuotare, afferrare, manipolare oggetti, eccetera. Come tutti gli abitanti del Popolo del Mare, Ursula può respirare sott'acqua. Inoltre, dispone anche di una grande forza fisica che la rende in grado di sollevare oggetti molto pesanti.

## Concezione e sviluppo

### Doppiatori
- Ulla Tapaninen (Finlandese): per il doppiaggio del 1990 e il ridoppiaggio del 1998.
- Ella Shpahovsky (Bulgaro)
- Elisabeth Chouvalidze (Francese canadese)
- Micheline Dax (Francese): per il doppiaggio del 1990 e il ridoppiaggio del 1998.
- Ivana Vlkov Wagner (Croato)
- Valérie Zawadska (Boemo)
- Kirsten Rolfes (Danese)
- Mori Kumiko (Giapponese): per il doppiaggio del 1991 e il ridoppiaggio del 1997.
- Nelly Frijda (Olandese)
- Rachel Atlas (Ebraico)
- Margrét Vilhjálmsdóttir (Islandese)
- Matilde Conesa (Spagnolo)
- Zeze Motta (Brasiliano): per il doppiaggio del 1989 e il ridoppiaggio del 1998.
- Maria Cordero (Cantonese)
- Eva Schubert (Ungherese)
- Hanan Youssef (Arabo)
- Narparpet Kaewdonchailerd (Thailandese): per il doppiaggio del 1990 e il ridoppiaggio del 1998.
- Vilma Tzakiri Greco: per il ridoppiaggio del 1998.
- Stanislawa Celinska (Polacco)
- Goeksel Kortay (Turco)
- Jeongja Park (Coreano): per il doppiaggio del 1991 e il ridoppiaggio del 1997.
- Anastasia Mintzkovskaya (Russo)
- Beate Hasenau (Tedesco): per il doppiaggio del 1990 e il ridoppiaggio del 1998 e anche per il doppiaggio austriaco.
- Serena Olviedo (Spagnolo Latino)
- Cucha Cavalheiro (Portoghese)
- Ema Andrea (Albanese)

## Accoglienza
Quando La sirenetta è uscito per la prima volta nel 1989, i critici cinematografici e il pubblico hanno immediatamente accolto Ursula come uno dei migliori cattivi Disney, così come uno dei cattivi più forti e potenti dello studio in diversi anni. Il critico Roger Ebert ha definito Ursula "la cattiva Disney più soddisfacente dai tempi della regina cattiva di Biancaneve e i sette nani". Samantha Rullo ha recensito Ursula come un personaggio "molto più interessante" della stessa Ariel, elogiandola per "avere i migliori capelli e trucco di qualsiasi cattivo Disney". I critici hanno concordato sul fatto che Ursula abbia svolto un ruolo importante nel successo complessivo de La sirenetta.
Venerata come la preferita dai fan, Ursula si è affermata come uno dei personaggi più iconici della Disney; è ampiamente considerata come uno dei cattivi "classici" dello studio. Il personaggio è considerato uno dei più grandi cattivi Disney di tutti i tempi. Ursula è in cima alla classifica dei cattivi Disney di E!; l'autore John Boone ha concluso che "Non ci sarà mai un cattivo Disney più perfidamente meraviglioso di Ursula." Su Yahoo! Movies hanno classificato Ursula al terzo posto, elogiandola "per essere stata la prima donna cattiva della Disney a ottenere una sua canzone". Nel frattempo, Rolling Stone ha incluso la sequenza culminante in cui Ursula diventa un gigante nell'elenco della rivista dei "12 momenti più spaventosi nei film per bambini", paragonando la sequenza all'iconica scena della doccia nel film horror Psycho (1960), mentre BuzzFeed ha classificato la morte del personaggio al quinto posto nella "classifica definitiva delle morti più orribili dei cattivi Disney" del sito.
Il tipo di corpo di Ursula è stato accolto positivamente dal pubblico; da allora il personaggio è stato riconosciuto come un simbolo di positività del corpo. HelloGiggles crede che "Ursula ha l'immagine corporea più positiva" tra tutti i cattivi della Disney: "Potrebbe non essere una taglia zero, come gli altri cattivi ed eroine, ma è altrettanto sicura di sé. È sexy, è affascinante e lei mostra le sue curve senza scuse."
Oh My Disney ha classificato la battuta di Ursula "La figlia di Tritone sarà mia! Suo padre non riuscirà a salvarla! Voglio vederlo dimenarsi come un verme attaccato all'amo!" la quinta citazione più sinistra di un cattivo Disney".

## Altri media
Ursula appare saltuariamente nella serie televisiva del 1992 La sirenetta - Le nuove avventure marine di Ariel, ambientata come il 3º film Disney un anno prima del film originale, sempre accompagnata da Flotsam e Jetsam. In un episodio Ursula guida la sua razza, gli Octopunni, in due rivolte contro Re Tritone, creando dei falsi tridenti per sconfiggere il sovrano di Atlantica. Non è chiaro se Ursula sia o meno la regina di tale specie. Il personaggio appartiene inoltre al franchise Cattivi Disney ed è una dei cattivi mostrati nel lungometraggio C'era una volta Halloween, oltre ad apparire nella serie televisiva House of Mouse - Il Topoclub (2001-2004) come un ospite fisso. Ha un ruolo di rilievo nella rivolta dei cattivi, come una degli antagonisti secondari, nel lungometraggio speciale di Halloween di quest'ultima serie (Topolino & i cattivi Disney) dove è una dei collaboratori di Jafar insieme a Uncino e Crudelia De Mon. Appare in diversi videogiochi della serie Kingdom Hearts.
Ursula appare tra gli antagonisti della quarta stagione della serie televisiva C'era una volta, interpretata da Merrin Dungey e Tiffany Boone, doppiata da Rachele Paolelli e Laura Lenghi nella versione italiana.
Nel film Descendants 2 del 2017 è interpretata da Whoopi Goldberg ed è doppiata da Ludovica Modugno nella versione italiana.
Compare nello speciale TV The Little Mermaid Live!, interpretata da Queen Latifah.
Nel film La sirenetta, Ursula è interpretata dall'attrice statunitense Melissa McCarthy e doppiata in italiano da Simona Patitucci, che aveva già dato la sua voce ad Ariel nel classico animato del 1989.

### Musical
Nel musical The Little Mermaid Ursula è (come già accennato) la sorella di re Tritone e quindi zia di Ariel: i due fratelli, come rivelato nel musical con la canzone I Want the Good Times Back (Vorrei tornare ai bei tempi), avevano ricevuto dal padre Poseidone (il dio del mare della mitologia greca) ognuno un oggetto magico (il tridente per Tritone, la conchiglia magica Nautilus nel caso della strega) e morto lui, del genitore ognuno aveva avuto per sé metà degli oceani. Ursula però si dimostrò una tiranna spietata che utilizzava la magia per il suo piacere personale, per cui Tritone la depose unificando nuovamente i mari.
Altre differenze nella trama del musical sono l'assenza dell'alter ego umano di Ursula (Vanessa) e il fatto che lei non abbia bisogno di Flotsam e Jetsam per spiare gli altri, utilizzando direttamente la sua conchiglia magica.